# Hypercompe misera
Hypercompe misera är en fjärilsart som beskrevs av Guen. Hypercompe misera ingår i släktet Hypercompe och familjen björnspinnare. Inga underarter finns listade i Catalogue of Life.